# ليون إير الرحلة 583
الرحلة 583 ليون أير كانت رحلة ركاب محلية مجدولة من مطار سوكارنو هاتا الدولي جاكرتا إلى مطار جواندا الدولي في سورابايا مع توقف في مطار آدي سومارمو، سوراكارتا في إندونيسيا. في 30 نوفمبر 2004 قامت طائرة ماكدونيل دوغلاس إم دي 82 باجتياح مدرج مطار أدي سومارمو، وتحطمت على مقبرة عند الهبوط. قُتل 25 شخصًا على متن الطائرة في الحادث. خلصت التحقيقات التي أجرتها اللجنة الوطنية الأندونيسية لسلامة النقل إلى أن الحادث نتج عن عملية التكسير بالهيدروجين، والتي تفاقمت بسبب قص الريح.

## الحادث
أقلعت الرحلة 583 من جاكرتا في حوالي الساعة 17:00 بالتوقيت المحلي (بتوقيت غرب إندونيسيا) على متنها ما مجموعه 146 مسافرًا و7 من أفراد الطاقم. كان معظم الركاب أعضاء في نهضة العلماء، الذين كانوا يحضرون اجتماعًا وطنيًا عقد بعد النتيجة المنتصرة للانتخابات الرئاسية الإندونيسية لعام 2004. كانت الرحلة هادئة حتى هبوطها.
وصلت الرحلة إلى المطار أثناء الغسق في حوالي الساعة 18:00 بالتوقيت المحلي في أمطار غزيرة. ذُكر أن عاصفة رعدية كانت موجودة أثناء الهبوط.
تم تكوين الرحلة 583 بشكل مناسب للهبوط، وهبطت «بسلاسة» وفقًا لمعظم المسافرين، وتم نشر عاكسات الاتجاه. ومع ذلك فشلت الطائرة في الإبطاء بشكل مناسب، واجتاحت المدرج واقتحم أحد السدود. تسبب هذا في انهيار أرضية الجزء الأمامي من الطائرة، مما أدى إلى مقتل العديد من الركاب. انقسمت الطائرة إلى قسمين، قادمة للراحة في نهاية المدرج وبدأ الوقود يتسرب. واجه الركاب صعوبة في تحديد موقع مخارج الطوارئ في ضوء تراجع. بعض الركاب تم إجلاؤهم عن طريق الفتحة في جسم الطائرة.

### المساعدة
تم إغلاق المطار وتم إخطار خدمات الطوارئ. تم نقل الركاب المصابين بواسطة سيارات الشرطة وسيارات الإسعاف إلى العديد من المستشفيات في سولو. تم نقل ما لا يقل عن 14 من القتلى إلى مستشفى بابيلان. تم نقل 6 أشخاص 2 قتلى و4 جرحى إلى مستشفى بانتي والويو. ونُقل آخرون إلى أوين كاندانغسابي وبرايت مينوليا وكاسيه إيبو وأوين سولو بارو، وكذلك مرافق في بويولالي وكارانغانيار. تم علاج الناجين الذين أصيبوا بجروح طفيفة داخل محطة كبار الشخصيات في المطار. قُتل 25 شخصًا وأصيب 59 آخرون بجروح خطيرة.

## الركاب والطاقم
كان معظم الركاب إندونيسيين، بينما أكد مسؤولو المطار أن هناك امرأة سنغافورية واحدة من بين المصابين. الطيارون الذين كانوا يسيطرون على الرحلة هم الكابتن دوي ماستورو والضابط الأول ستيفن ليسديك. مات الكابتن ديوي في الحادث بينما نجا الضابط الأول ليسديك من إصابات خطيرة.

## التحقيق
أمر الرئيس الإندونيسي المنتخب حديثًا سوسيلو بامبانج يودويونو بإجراء تحقيق فوري في سبب تحطم الرحلة 583، وذكر أن التحقيق يجب أن يكون مفتوحًا للجمهور لمنع الشائعات غير المرغوب فيها في أعقاب الحادث. صرح وزير النقل هاتا راجاسا أن وزارة النقل ستقوم بتقييم عمليات الخطوط الجوية الإندونيسية استجابة لتحطم الرحلة 583 بالإضافة إلى حادثتين أخريين مماثلة وقعت في نفس اليوم. تم العثور على الصندوق الأسود لاحقًا في 1 ديسمبر 2004 وتم نقله إلى مركز عمليات الطوارئ. ادعى شاهد على الحادث أن البرق أصاب الطائرة أثناء مرحلة الهبوط. ووفقا له تم إطفاء ضوء الهبوط والإضاءة الداخلية بعد ضربة البرق.
أعلنت شركة ليون أير «المسؤولية» عن الحادث وذكرت أنها ستدفع فواتير المستشفى للناجين. ومع ذلك أنكروا أن الحادث كان بسبب سوء سلوك شركة الطيران وذكروا أن الطقس هو العامل الرئيسي. وفقا لهم واجهت الرحلة 583 الرياح الخلفية أثناء هبوطها، وهو ما أوضح سبب توقف الطائرة. وادعى آخرون أن الفرامل أو عاكسات الدفع تعطلت. لم يضع الطيار الخانق في حالة خمول الرحلة، وهذا ما تسبب في تراجع الهبوط، وهو أحد الاتجاه المعاكس الذي وجد أنه معيب.
تم نشر التقرير الأولي في عام 2005. ذكر المحققون أن نظام الفرامل للطائرة لم يكن في مستواه الأمثل. وقد تفاقمت هذه الحالة بسبب الظروف الجوية خلال الحادث. حدد الباحثون أيضًا وجود عيب في الاتجاه الخاطئ باعتباره أحد أسباب الانهيار، أصدروا بعد ذلك عدة توصيات لشركة ليوم أير.